# 수감자

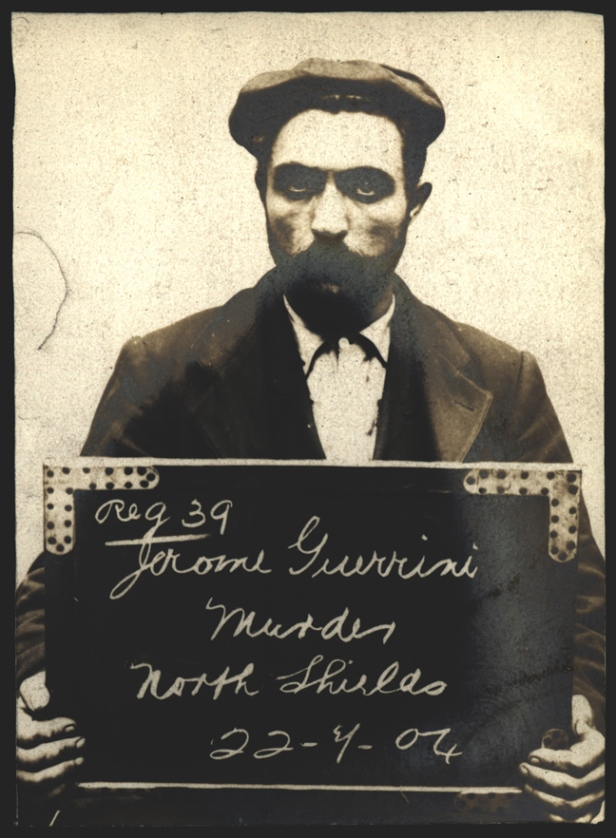

수감자(收監者, 영어: prisoner) 또는 죄수(罪囚)는 주로 수형자, 피의자 등 형사 시설에 수용되어 있는 사람을 가리키는 용어이다. 수감자는 죄수복을 입고 있다.

## 같이 보기
- 독방 감금(영어판)